# La confusión de los sentimientos
La confusión de los sentimientos (en alemán Verwirrung der Gefühle, también Confusion: The Private Papers of Privy Councillor R. Von D) es una novela del autor austriaco Stefan Zweig editada en Leipzig en 1926. La novela significó un impacto en la sociedad burguesa europea de principios del siglo XX por el trato dado a temas como la homofilia y la emancipación de la mujer, hecho señalado por Sigmund Freud.
Stefan Zweig aprovechó esta obra para resaltar su pasión por Shakespeare, Inglaterra y el apogeo literario británico del siglo XVI.

## Argumento
Un reconocido profesor es laureado en su sexagésimo cumpleaños por su larga trayectoria llena de éxito y logros. Pero en su interior guarda un secreto de juventud, un episodio ocurrido cuando estaba en la adolescencia. Después de un inicio disoluto en su vida de estudiante, la relación con un nuevo profesor y su esposa dará un giro, no solo a su forma de apreciar la literatura sino, particularmente las relaciones afectivas.